# 1919 en aéronautique
Chronologie de l'aéronautique
- 1915
- 1916
- 1917
- 1918
- 1919
- 1920
- 1921
- 1922
- 1923

Cet article présente les faits marquants de l'année 1919 en aéronautique.

## Évènements

### Janvier
- 19 janvier : l'aviateur Jules Védrines pose son avion Caudron G III sur les toits des galeries Lafayette. Il empoche le prix de 25 000 francs offerts pour cet exploit mais devient aussi le premier délinquant aérien de l'histoire en contrevenant aux ordres de la Préfecture de Paris.
- 21 au 30 janvier : l'Américain Macauley traverse les États-Unis de Fort Worth à Fort Worth via San Diego et Miami.
- 26 janvier : double traversée de la Méditerranée par les Français Henri Roget et François Coli, respectivement pilote et navigateur, sur un « Bréguet XIV » modifié, à l'occasion d'un vol aller-retour entre la France et l'Algérie[1].
- 26 janvier : Le pilote Henri Roget accompagné de François Coli établit le record de distance couverte au-dessus de l’eau lors de son vol entre la France et l'Algérie. Ils auront couvert une distance de 735 kilomètres en 5 heures[1]

### Février
- 5 février : la compagnie aérienne allemande Deutsche Luftreederei inaugure se première ligne régulière : Berlin - Weimar, en 2 heures et 15 minutes.
- 8 février :
  - première liaison régulière commerciale France-Grande-Bretagne, effectuée par un Farman Goliath, entre Toussus-le-Noble (près de Paris) et Kenley (près de Londres). Piloté par le Français Lucien Bossoutrot l'appareil transporte douze passagers. C'est la première ligne commerciale internationale régulière au monde;
  - création de la Compagnie des messageries aériennes.
- 10 février : la ligne aérienne Paris-Bruxelles est lancée, Georges Boulard assurant le premier vol avec un biplan C.23 Caudron bimoteur[2].
- 12 février : le pilote français Lucien Bossoutrot inaugure la ligne commerciale régulière entre Paris et Bruxelles. Parmi les douze passagers de ce vol inaugural, M. et mme Henri Farman. Le vol s'effectue sur un « Farman Goliath ».

### Mars
- 1er mars :
  - fondation en Belgique de la SNETA (Syndicat national pour l'étude du transport aérien), ancêtre de la SABENA;
  - la RAF inaugure un service postal militaire entre Londres et Cologne (Allemagne).
- 22 mars : première ligne de transport aérien entre Paris et Bruxelles.

### Avril
- Premier vol du « Curtiss 18T ».
- 18 avril : début des activités de la compagnie aérienne française Compagnie des messageries aériennes (CMA) sur la ligne Paris - Lille.
- 19 avril : un équipage américain (White et Schaefer) relie Chicago et New York sans escale en 6 heures et 50 minutes.
- 24 avril : première liaison entre la France et le Maroc sans escale : Paris - Kénitra par l’équipage français Henri Roget et François Coli.
- 30 avril : premier vol de l'Avro 534 Baby

### Mai
- 15 mai :
  - inauguration d’une ligne postale entre Cleveland (Ohio) et Chicago;
  - premier anniversaire du service postal aérien aux États-Unis : 1 263 vols prévus, 55 annulés et 53 interrompus.
- 19 mai : la tentative de traversée de l'Atlantique de Harry Hawker et Kenneth Grieve sur le Sopwith Atlantic se termine par un amerrissage forcé au milieu de l'océan, pour cause de surchauffe du moteur. Les deux aviateurs sont recueillis par le cargo danois Mary, qui a réussi à mettre son canot à la mer malgré la tempête, mais le navire étant dépourvu d'installation de TSF, ce n'est qu'à l'arrivée devant les côtes écossaises, six jours plus tard, que le monde peut être rassuré sur leur sort[3].
- 26 mai : à l'occasion de son premier vol d'essai, le triplan britannique le « Tarrant » de 3 000 CV capote tuant sur le coup le capitaine Ravllings. Le « Tarrant » étant à l'époque l’avion le plus grand au monde[4].
- 27 mai : un équipage de l'US Navy commandé par Albert Cushing Read arrive à Lisbonne sur le Curtiss NC-4, réalisant le premier voyage aérien transatlantique. Ce voyage, avec escales multiples, en particulier aux Açores, avait commencé le 8 mai et sera prolongé jusqu'à Plymouth, où le NC-4 arrivera le 31 mai[5].
- 31 mai : l’aviateur de nationalité américaine A. Read réalise un vol transatlantique entre l'Amérique et la Grande-Bretagne, soit un vol de 7 284 kilomètres en 53 heures et 58 minutes[6].

### Juin
- 14 juin : le pilote français Jean Casale bat le record d’altitude en avion : 9 650 mètres, sur un « Nieuport 29 C1 ».

- 14 au 15 juin : première traversée sans escale et d’ouest en est de l’Atlantique Nord effectuée par les Britanniques John Alcock et Arthur Brown, à bord d’un « Vickers Vimy », entre Saint John's à Terre-Neuve et Clifden en Irlande.

- 25 juin : premier vol de l'avion de transport allemand Junkers F 13.

### Juillet
- 1er juillet : inauguration de l’aéroport d’« Hounslow Heath » à Londres.
- 2 au 6 juillet : première traversée de l’Atlantique Nord par un dirigeable. L’équipage britannique du « R. 34 » relie Fortune (Écosse) à Mineola (Long Island, É.-U.) en 108 heures et 12 minutes. Voyage retour entre le 10 et le 13 juillet en 75 heures et 2 minutes.
- 13 juillet : première liaison par la compagnie aérienne Latécoère entre Toulouse (France) et Casablanca (Maroc).
- 18 juillet : la « baronne » Raymonde de Laroche, première femme titulaire d'un brevet de pilote, est tuée près du Crotoy dans l'accident de l'avion piloté par Barrault[7].
- 21 juillet : fondation de la compagnie néerlandaise de construction d’avions : Fokker.

### Août
- 7 août : le pilote français Charles Godefroy passe avec un Nieuport 17 sous l’Arc de triomphe à Paris.
- 7 août au 9 septembre : le commandant Vuillemin effectue le trajet Paris - Le Caire - Paris sur un Breguet 14B-2, soit 8 300 km en dix étapes pour 63 h et 30 min de vol. Un second appareil, piloté par Jean Dagnaux, accompagne le premier à l'aller mais est contraint à l’abandon lors du voyage retour à la suite d'un atterrissage dur à Beyrouth (Liban)[8].
- 19 août : premier vol de l'Avro 539.
- 25 août :
  - la compagnie aérienne britannique Aircraft Transport And Travel inaugure sa première ligne : Londres - Paris ;
  - fondation à La Haye (Pays-Bas) de l’IATA (International Air Traffic Association).

### Septembre
- 1er septembre : Didier Daurat effectue le premier vol postal Toulouse - Barcelone.
- 10 septembre : Guido Janello sur son Savoia S.13 remporte la Coupe Schneider a Bournemouth.
- 25 septembre : inauguration de la première ligne régulière commerciale entre Londres et Bruxelles.
- 30 septembre : la ligne aérienne qui relie la Grande-Bretagne et l’Egypte va connaître en ce jour deux catastrophes aériennes dont seront victimes les capitaines Lew Edward et Darley. Darley perdant même la vie dans ce drame, s'étant crashé avec son appareil à Rome, il restera prisonnier de son appareil en feu[9].

### Octobre
- 7 octobre : fondation de la compagnie aérienne néerlandaise KLM (Koninklijke Luchtvaart Maatschappij). Début des vols le 17 mai 1920.
- 13 octobre : signature à Paris de la première convention internationale concernant le transport aérien civil.
- 14 octobre au 30 novembre : un équipage français (Poulet et Benoist) relie Paris et Rangoon, soit 10 554 km en 14 étapes pour 150 heures de vol.

### Décembre
- 4 décembre : premier vol de l'avion de ligne britannique Handley Page W8.
- 10 décembre : partis de Londres le 12 novembre, les Australiens Ross et son frère Keith Macpherson Smith, accompagnés des sergents Jim Bennett et Wally Shiers, atteignent Port Darwin avec leur bimoteur Vickers Vimy de 720 CV, réalisant ainsi la première liaison aérienne Europe – Australie[10].
- 12 décembre : le lieutenant Dagnaux et le commandant Vuillemin commencent un raid aérien avec pour ambition de survoler le désert du Sahara, avec d'anciens avions de bombardement de longue portée, à savoir des Bréguet de 300 chevaux[11].
- 27 décembre : premier vol de l'hydravion biplan Boeing Model 6 ou Boeing B-1, à savoir le premier appareil commercial de Boeing[12].

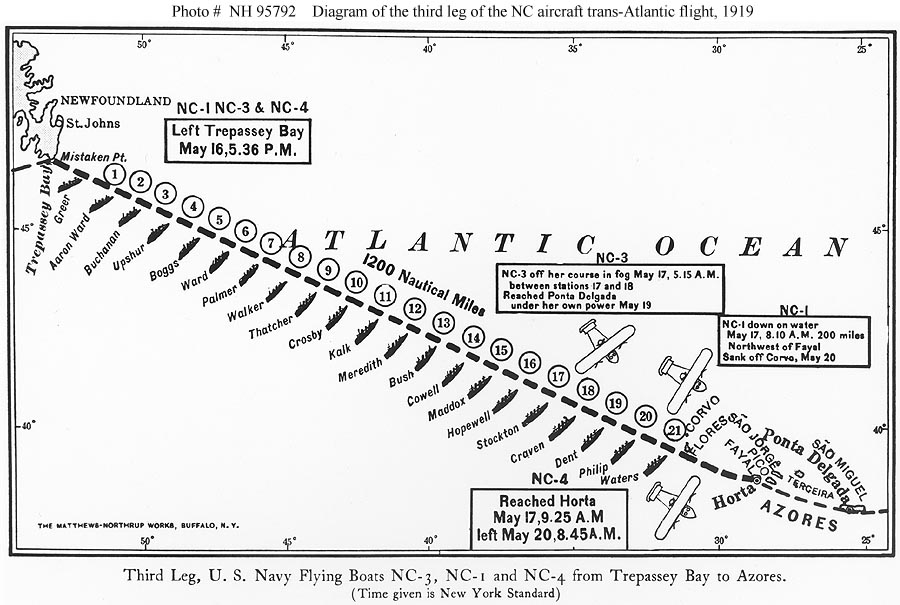
16 mai-20 mai : premiers vol transatlantique des hydravions Curtiss NC.
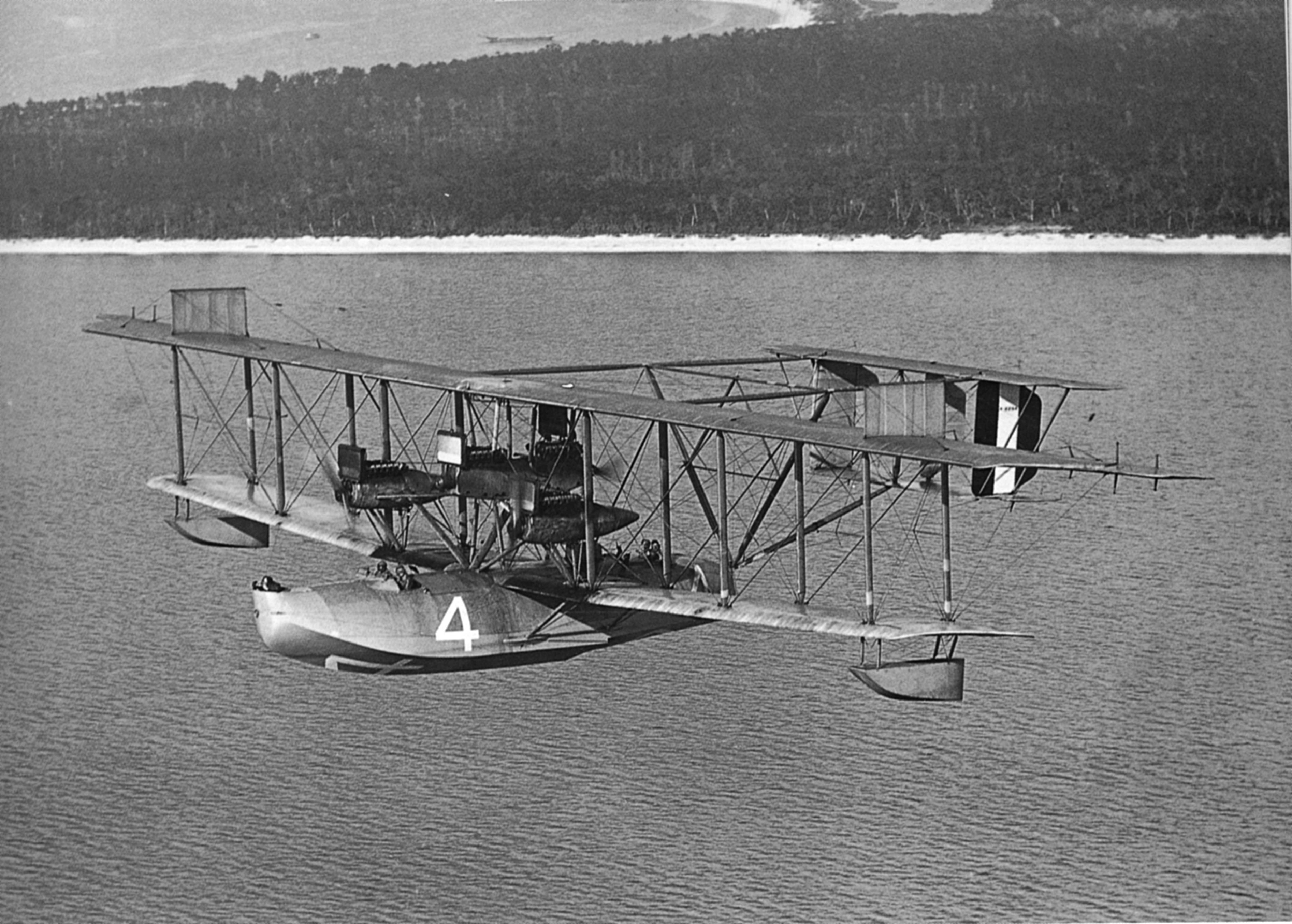
Hydravion Curtiss NC-4 après un vol transatlantique.
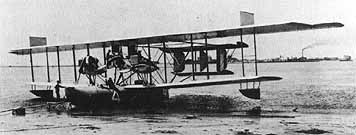
Hydravion Curtiss NC-4.
Octobre : Le zeppelin Bodensee. Ligne régulière entre Berlin et Friedrichshafen.